# Prvenstvo Anglije 1955
Prvenstvo Anglije 1955 v tenisu.

## Moški posamično
Tony Trabert :  Kurt Nielsen, 6-3, 7-5, 6-1

## Ženske posamično
Louise Brough :  Beverly Fleitz, 7-5, 8-6

## Moške dvojice
Rex Hartwig /  Lew Hoad :  Neale Fraser /  Ken Rosewall, 7–5, 6–4, 6–3

## Ženske dvojice
Angela Mortimer /  Anne Shilcock :  Shirley Bloomer /  Particia Ward, 7–5, 6–1

## Mešane dvojice
Doris Hart  /  Vic Seixas :  Louise Brough /  Enrique Morea, 8–6, 2–6, 6–3